# Cyrtarachne ignava
Cyrtarachne ignava är en spindelart som beskrevs av Tamerlan Thorell 1895. Cyrtarachne ignava ingår i släktet Cyrtarachne och familjen hjulspindlar.
Artens utbredningsområde är Myanmar. Inga underarter finns listade i Catalogue of Life.